# Витомир Рангелов
Др Витомир Рангелов био је педијатар из Грделице.

## Биографија
Рођен је 1937. године у Клисури, Грделица, где је завршио основну школу. Гимназију је завршио у Сурдулици, а Медицински факултет у Београду 1964. године. Специјалиситички испит из педијатрије положио је 1974. године у Београду. Радио је у Дечијем диспанзеру. У 1976. години прелази из Дечијег диспанзера у Педијатријску службу Болнице прим. др Витомир Рангелов. 
Од 1980. године до пензионисања је начелник Педијатријске службе. За свој досадашњи рад добио је захвалницу СЛД, Плакету Подружнице СЛД у Лесковцу и Повељу СЛД у Београду. Одликован је орденом рада са сребрним венцем. Примаријус је од  1982. године.